# Definition freier kultureller Werke

Logo von der Definition freier kultureller Werke

Die Definition freier kultureller Werke ist eine Begriffsbestimmung aus dem Bereich der Lizenzierung zur Bestimmung freier Inhalte, initiiert von Erik Möller.

## Geschichte
Der erste Entwurf der Definition freier kultureller Werke wurde am 3. April 2006 veröffentlicht. Richard Stallman, Lawrence Lessig, Angela Beesley und viele weitere halfen dem Projekt. Die Version 1.0 und 1.1 wurden in Englisch publiziert, aber auch in andere Sprachen übersetzt.
Die Definition freier kultureller Werke wird von der Wikimedia Foundation verwendet. Im Jahre 2008 wurden die Lizenzen „Attribution“ und „Attribution-ShareAlike“ von Creative Commons als „Genehmigt für freie kulturelle Werke“ gekennzeichnet. Nach diesem Schritt migrierte die Wikipedia zu Mehrfachlizenzierung und zwar zu der Freie GNU-Dokumentationslizenz und der Creative-Commons-Attribution-ShareAlike-Lizenz.

## Anerkannte Lizenzen
- Against DRM
- BSD-artige non-copyleft Lizenzen
- Creative Commons CC0 (Freigabe)
- Creative Commons Attribution
- Creative Commons Attribution ShareAlike
- Design Science Lizenz
- Free Art License
- FreeBSD Dokumentationlizenz
- GNU-Lizenz für freie Dokumentation
- GNU General Public License
- MirOS Lizenz
- MIT-Lizenz